# پولینی-منراشه
پولینی-منراشه (به فرانسوی: Puligny-Montrachet) یک کمون در فرانسه با جمعیت ۴۲۴ نفر است که در Canton of Nolay واقع شده‌است.